# Franz Schreiber
Franz Schreiber (11. ledna 1897 Bezdružice – 15. února 1947 Praha) byl československý politik německé národnosti a meziválečný poslanec Národního shromáždění za Sudetoněmeckou stranu. Po druhé světové válce byl odsouzen k trestu smrti a popraven.

## Život
Byl synem notáře. Vystudoval obecnou školu, gymnázium ve Stříbře a Kadani. V roce 1915 maturoval. Od června 1915 až do října 1918 sloužil v armádě.
Původně byl členem organizace Deutsche Landjugend a strany Bund der Landwirte (Německý svaz zemědělců, BdL). V říjnu 1933 ovšem vstoupil do SHF (předchůdkyně Sudetoněmecké strany). Byl zakládajícím členem její místní skupiny v Rossbachu. Měl dobré vztahy s Konradem Henleinem a díky tomu se dostal na kandidátní listinu do voleb.
V parlamentních volbách v roce 1935 se pak skutečně stal za Sudetoněmeckou stranu poslancem Národního shromáždění. Profesí byl správcem statku. Podle údajů z roku 1935 bydlel v Rossbachu.
Poslanecké křeslo ztratil na podzim 1938 v souvislosti se změnami hranic Československa. Od května 1941 byl členem NSDAP (místní skupina Rossbach). V roce 1942 usedl do funkce předsedy Pozemkového úřadu v Plzni. Od července 1944 byl vedoucím Pozemkového úřadu v Brně a v této funkci setrval až do konce války. Na konci války odešel do rodných Bezdružic, ke své rodině, která se tam uchýlila, protože přišla při bombardování Plzně o bydlení. 8. června 1945 byl zatčen.
Po roce 1945 byl souzen československými úřady, odsouzen k trestu smrti a popraven oběšením ve věznici Pankrác v sobotu 15. února 1947 ve 14 hodin 28 minut. Jeho poslední slova zněla: „Umírám bez nenávisti a hněvu proti vašemu národu, avšak s pevnou vírou ve svůj národ.“